# George Reginald Starr
George Reginald Starr DSO MC (6 de abril de 1904 – 2 de setembro de 1980) foi um engenheiro de minas britânico e um dos melhores agentes secretos da Executiva de Operações Especiais durante a Segunda Guerra Mundial.

## Infância

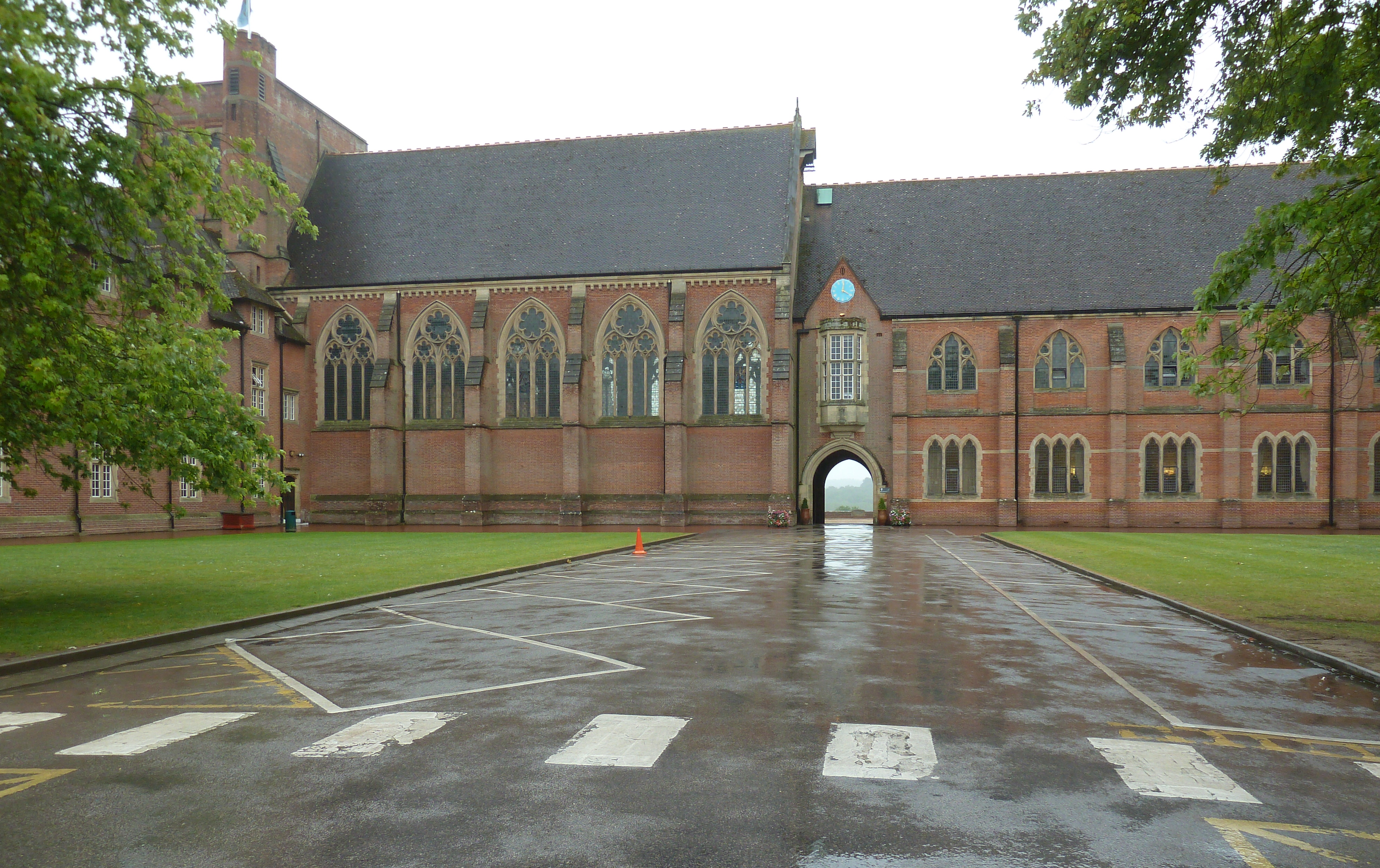
Colégio Ardingly

Starr nasceu em Londres, um dos dois filhos do americano Alfred Demarest Starr e da inglesa Ethel Renshaw. Ele era neto de William Robert Renshaw.
Estudou no Colégio Ardingly, e com 16 anos de idade, aceitou ser aprendiz de minerador de carvão durante sete anos em Shropshire. Após estudar engenharia de minas na Royal School of Mines, do Imperial College London, se juntou a uma empresa de Glasgow, a Mavor and Coulson Ltd., fabricante de equipamentos de mineração.

## Segunda Guerra Mundial
Em 1940, Starr foi trabalhar em Liège, na Bélgica, quando a invasão alemã começou. Ele fugiu de volta para a Inglaterra com as forças Britânicas na evacuação de Dunquerque. Entrou para o Exército Britânico, sendo apontado para a General List. Posteriormente, foi recrutado para a Special Operations Executive (SOE) devido ao seus conhecimentos em idiomas e recebeu o codinome Hilaire. Seu irmão, John Renshaw Starr, também foi um membro da SOE.
Em novembro de 1942, um pouco antes de o exército alemão começar a ocupação da República Vichy, Starr chegou secretamente por barco na costa francesa do Mediterrâneo. Com base em Castelnau-sur-l''Auvignon, se passando por um engenheiro de minas belga aposentado que tinha feito uma fortuna no Congo, ele teve êxito em organizar uma rede da Resistência francesa no sudoeste da França, entre Toulouse, Bordeaux e os Pireneus, designado pela SOE como o 'Setor Wheelwright'. Starr espiava a 11ª Divisão de Tanques alemã perto de Bordeaux. O grupo que liderava também cortou linhas telefônicas, linhas de energia e sabotaram estações de energia. Ele conseguiu persuadir membros das resistências anticomunista e comunista a unir forças para lutar contra os ocupantes alemães. Um dos membros de sua equipe foi Denise Bloch.
Em 1944, antes da Invasão da Normandia, Starr criou um grupo armado chamado "Batalhão Armagnac" em Toulouse. Durante a invasão, o grupo destruiu meios de comunicação e linhas de transporte. Quando a divisão SS de Panzer,  Das Reich, tentou reforçar as forças alemãs na Normandia, as tropas de Starr os atrasaram para que os alemães chegassem tarde demais para impedir os desembarques. Durante a Liberação, o grupo de Starr assumiu o controle da área de Toulouse. Quando Charles de Gaulle visitou a região, ele entrou em uma animada discussão com Starr e ameaçou prendê-lo, até que de Gaulle, aparentemente, mudou de ideia e sacudiu a mão de Starr.
Starr foi acusado de tortura e tratamento brutal de colaboradores e prisioneiros por um de seus mensageiros, Anne-Marie Walters. Investigações subsequentes estabeleceram a verdade das acusações, mas os resultados foram acobertados.
Starr foi condecorado com a Ordem de Serviços Distintos, a Cruz Militar, a Croix de Guerre e também se tornou um Oficial da Légion d'honneur. O governo dos Estados Unidos concedeu-lhe a Medalha da Liberdade. Ele terminou a guerra com o posto de Tenente-Coronel.

## Pós-guerra
Após a guerra, Starr foi enviado para Essen, na região do Ruhr, para dirigir a reabertura das minas de carvão alemãs. Mais tarde, retornou para a Mavor and Coulson como diretor, antes de se aposentar para viver na França.
Starr morreu em um hospital em Senlis, França, em 1980.